# María Teresa de Borbón (1828-1829)
La infanta María Teresa de Borbón (Madrid, 16 de noviembre de 1828-Madrid, 3 de noviembre de 1829) fue una infanta de España muerta en la infancia.

## Biografía
Nació en Madrid la cuarta de las hijas y octava de los hijos e hijas del matrimonio formado por el infante Francisco de Paula de Borbón y la infanta Luisa Carlota, nacida princesa de las Dos Sicilias. Fue bautizada con los nombres María Teresa Carolina.

Murió en Madrid el 3 de noviembre de 1829, siendo enterrada el día 5 de ese mes en el Panteón de Infantes del Real Monasterio de El Escorial. Se encuentra sepultada en la sexta cámara sepulcral en el denominado mausoleo de párvulos, bajo el siguiente epitafio:
MARIA, CAROLI IV NEPOS

## Títulos y órdenes

### Títulos
- Su Alteza Serenísima la Serenísima Señora Infanta doña María Teresa (Carolina) de Borbón.[3][7]

### Órdenes
- 16 de noviembre de 1828: Dama de la Orden de las Damas Nobles de Reina María Luisa.[8]